# Hyposidra murina
Hyposidra murina là một loài bướm đêm trong họ Geometridae.